# Карајотица
Карајотица или Кариотица (грч. Καρυώτισσα, Кариотиса) је насељено место у општини Пела у периферији Средишња Македонија, Грчка. Према попису из 2021. године било је 1.605 становника.
Према бугарском географу и историчару, Василу Канчову, у Карајотици је 1900. године живело 120 Словена хришћана и 30 Рома. Године 1924. принудно је исељено ромско муслиманско становништво у Турску и 71 Словен у Бугарску, а на њихово место су насељене грчке избегличке породице из Турске, за које је изграђено насеље три километара удаљено од старог насеља. Оба насеља су спојена и на попису из 1928. године Карајотица је имала 1.009 становника.